# Бон в Бутане
До введения буддизма бон был преобладающей религией в Бутане. Некоторые учёные утверждают, что он был импортирован из Тибета и Индии, возможно, в VIII веке, когда Падмасамбхава представил своё учение из буддизма, тантризма и мистицизма в Тибете и Гималаях. В XIII веке религия бон была вытеснена буддизмом, однако бон по-прежнему продолжает практиковаться в современном Бутане.

Скофилд, один из первых западных журналистов, побывавших в Бутане, писал: 
Однажды в воскресенье я наблюдал как монахи приготовили тщательно продуманное подношение из теста и цветного масла и разместили его на крыше… как угощение для воронов. Монах объяснил, что «все живые существа являются священными, но особенно вороны. Они целыми днями повторяют наши священные звуки Ah! Ah! Ah! Убийство ворона такой же великий грех, как убийство тысячи монахов». 
Подносимое тесто известно как торма. Священный звук Ah, первая буква и звук в санскрите и тибетском языке, является мантрой биджа, о которой написано множество трудов в индуизме, тантризме, бон и буддийском учении Ваджраяна. Ворон является священным во многих религиях и для многих людей, а один из подвидов ворона, Corvus corax tibetanus, является национальным символом Бутана.
Бон распространён преимущественно в восточном и центральном Бутане, нередко элементы бона можно найти в монастырях школы Ньингма, бонские ламы приглашаются также на фестивали цечу, иногда бонские элементы трудноотличимы от ньингманских.